# Нулевая энергия
Нулева́я эне́ргия, или эне́ргия нулево́й то́чки (англ. zero-point energy), — минимальный уровень энергии, который может иметь данная квантовомеханическая система. Состояние таковой системы называется основным.
В классической механике частица может находиться в точке, отвечающей минимуму потенциальной энергии и иметь нулевую кинетическую энергию. В этом случае частица находится в состоянии устойчивого равновесия и имеет минимальную энергию, равную потенциальной энергии в точке равновесия. В квантовой механике действует соотношение неопределённостей, поэтому частица не может находиться в одной определённой точке и одновременно иметь нулевую кинетическую энергию.
Концепция нулевой энергии была разработана в Германии группой физиков, в том числе Максом Планком (1911), Альбертом Эйнштейном и Отто Штерном (1913). В 1916 году Вальтер Нернст предположил, что вакуумное пространство заполнено нулевым электромагнитным излучением. Термин нулевая энергия происходит от немецкого Nullpunktenergie.
Нулевая энергия иногда используется как синоним для энергии вакуума. В космологии вакуумная энергия является одним из возможных объяснений космологической постоянной. Изменение нулевой энергии как границы области вакуумного перемещения приводит к эффекту Казимира, который наблюдается в наноразмерных устройствах.